# فرودگاه لیک کاونتی
فرودگاه لیک کاونتی  (به انگلیسی: Lake County Airport (Oregon)) یک فرودگاه همگانی بهره‌برداری هوایی با کد یاتا LKV است که یک باند فرود آسفالت دارد و طول باند آن ۱۶۱۷ متر است. این فرودگاه در شهر لیکویو، اورگن کشور ایالات متحده آمریکا قرار دارد و در ارتفاع ۱۴۴۳ متری از سطح دریا واقع شده است.